# 劉湜
劉湜（1459年—1511年），字清臣，河南開封府太康縣人。明朝政治人物，同進士出身。

## 生平
劉湜自幼有神童之譽，十歲即補太康縣學增廣生員。弘治二年（1489年），中式己酉科河南鄉試第三名舉人。此後丁憂。服闕，中式弘治十二年（1499年）己未科會試第一百四名，三甲二十五名進士。授陝西涇陽縣知縣。丁母憂去職。
正德元年（1506年）服闕，補順天府固安縣知縣。後調任南京戶部山東司主事。又明年四月初六日，欽陞本部廣東司員外郎。

## 著作
有《長白山人稿》草書存於家。

## 家族
曾祖劉成；祖劉亨，前知縣、教谕致仕。父劉慶，左長史。嫡母陈氏；生母张氏。慈侍下。